# Castell de Puigarbessós
El Castell de Puigarbessós és un castell del municipi de Cercs (Berguedà) inclosa en l'Inventari del Patrimoni Arquitectònic de Catalunya. Es troba al cim de Puigarbessós, situat en l'aiguabarreig de la riera de Vilada i el riu Llobregat, a l'extrem oest de les canals de Sant Miquel, molt a prop de la Baells. Fortalesa prou important per la seva situació estratègica, dominant la vall del Llobregat des de Cercs fins a Pedret.

## Descripció
Del castell de Puigarbessós queden molt poques restes mig amagades entre la vegetació, la qual fa impossible veure quina va ser l'estructura del castell. Són visibles alguns llenços de mur, el més gran dels quals fa 8 metres de llargada per 5 d'alçada, està construït amb carreus de mides molt diverses i en ell s'obren 4 espitlleres. Aquesta construcció devia constituir part del sistema defensiu del castell juntament amb altres fragments de murs que l'envolten.

## Història
La primera referència documental que es té del castell és del segle xii, quan el comte de Barcelona Ramon Berenguer IV cedí a Hug de Peguera el lloc de Puigarbessós i d'altres del Berguedà com a feu. El dia 21 de juny de 1309, el castell fou objecte d'una permuta entre Sibil·la, comtessa de Pallars i senyora de Berga, i el rei Jaume II. En aquesta permuta la comtessa cedí al rei aquest castell i d'altres del Berguedà. «...castrum meum et villam meam de Berga...castrum meum de Merola et castrum de Puigarbessos...».